# Gao Zhiguo
Gao Zhiguo (* 7. Juli 1955 in Changzhi, Bezirk Shanxi) ist ein chinesischer Jurist. Zwischen 2008 und 2020 war er Richter am Internationalen Seegerichtshof.

## Leben
Gao besuchte die Jilin-Universität in Changchun, wo er 1980 seinen Abschluss machte. 1983 erwarb er den Magister der China University of Political Science and Law und 1986 den der University of Washington. Hieran schloss sich ein Doktorandenstudium an der Dalhousie University, Halifax an.
Zwischen 1980 und 1989 war Gao Verwaltungsbeamter bei verschiedenen chinesischen Universitäten und Behörden. Nach einer kurzen Tätigkeit als Anwalt im kanadischen Truro gab er Vorlesungen am International Ocean Institute in Guangzhou und war Berater verschiedener Ölfirmen. Seit 2001 ist er Professor an der China University of Oceanography in Qingdao, der Chinesischen Akademie der Wissenschaften, Peking und der Xiamen-Universität. Er ist unter anderem Mitglied der Chinesischen Vereinigung für Seerecht und zugleich deren Vizepräsident.
Am 30. Januar 2008 folgte Gao seinem Landsmann Xu Guangjian als Richter am Internationalen Seegerichtshof in Hamburg. Dieses Amt hatte er bis 2020 inne.

## Publikationen (Auswahl)
- International petroleum contracts : current trends and new directions. Graham & Trotman, London 1994, ISBN 1-85966-103-3.
- China’s petroleum legal regime for foreign participation in upstream operations. In: Journal of energy & natural resources law. Vol. 14 (1996), ISSN 0264-6811, S. 161.
- The legal concept and aspects of joint development in international law. In: Ocean yearbook. Vol. 13, 1998, S. 107 ISSN 0191-8575.